# Fusafungină
Fusafungina este un antibiotic utilizat în preparate nazale și bucofaringiene, care prezintă și proprietăți antiinflamatoare. Este un amestec de ciclohexadepsipeptide alcătuite din unități alternante de acid D-α-hidroxivaleric și L-N-metilaminoacizi. Este produsă de ascomiceta Fusarium lateritium.
În februarie 2016, Agenția Europeană a Medicamentului a recomandat retragerea de pe piață a tuturor preparatelor cu fusafungină datorită reacțiilor adverse rare, dar severe (precum bronhospasmul).